# Corrupção na República Centro-Africana
Corrupção na República Centro-Africana está ligada ao subdesenvolvimento, fragmentação e pobreza generalizada no país. Classificada em 149º lugar entre 180 países no Índice de Percepção da Corrupção de 2024 da Transparency International, a República Centro-Africana não conseguiu transformar seus abundantes recursos naturais em prosperidade econômica devido a uma sucessão de governos ineficazes.

## Governança fracassada
David Dacko foi o primeiro presidente do país após a independência oficial da República Centro-Africana da França em 1960. Cinco anos depois, foi deposto durante o Golpe de Estado de São Silvestre pelo coronel Jean-Bédel Bokassa. Desde então, o governo do país passou a operar conforme a ambição pessoal de Bokassa. Ele governou por meio da centralização do poder, justificando essa prática como necessária para o desenvolvimento. Mais tarde, estabeleceu o Império Centro-Africano, proclamando-se imperador.
Bokassa governou o país por um total de onze anos até ser deposto em um golpe de Estado em 1979. Seu regime foi marcado por nepotismo, indecisão e corrupção. O estado de degradação do país pode ser ilustrado pelo motivo do golpe militar que o derrubou. Um relato indicava que, além da corrupção, que foi uma das razões oficiais para o golpe, havia reclamações generalizadas entre os oficiais subalternos e a base militar sobre a concorrência desigual com os políticos, que conseguiam as melhores amantes em Bangui.
O regime de Bokassa também foi marcado por repressão brutal à oposição política e graves violações dos direitos humanos. Por exemplo, ele ordenou a execução de seu ministro de Estado, o capitão Alexander Banza, após este liderar um golpe fracassado. Banza foi brutalmente mutilado em uma execução pública. Bokassa também participou pessoalmente do massacre de 100 crianças em uma escola, realizado por membros de sua guarda imperial. Esse incidente levou a uma intervenção militar francesa que restabeleceu a república. Dacko foi reinstalado como presidente após Bokassa fugir do país em 1979.
A corrupção continuou na República Centro-Africana após a queda de Bokassa. Casos notáveis incluem acusações de corrupção generalizada e desvio de fundos durante o regime de André Kolingba. Ele foi acusado de roubar do tesouro nacional para financiar despesas pessoais e manter sua posição. Seu sucessor, Ange-Félix Patassé, também deixou um legado de tribalismo devido ao suposto favoritismo étnico promovido por sua administração. A corrupção também foi a principal causa dos vários golpes militares enfrentados por François Bozizé. Bozizé, que assumiu o poder em 2003, foi implicado na extração ilegal de recursos naturais, como diamantes e madeira. O breve governo de seu sucessor, Michel Djotodia, também foi marcado por corrupção, com acusações de pilhagem de bens do Estado e outras práticas corruptas.
A persistente luta da República Centro-Africana contra a corrupção, evidenciada por inúmeros escândalos desde a independência, prejudicou gravemente seu desenvolvimento econômico, estabilidade política e tecido social. Apesar de possuir abundantes recursos naturais, como diamantes, ouro e urânio, a corrupção endêmica entre a elite política e os funcionários do governo resultou em um PIB de apenas US$ 2,52 bilhões. Esse valor é insignificante quando comparado ao desempenho econômico de Ruanda, um país mais populoso e com menos recursos naturais, que, segundo o Banco Mundial, atingiu um PIB de US$ 11 bilhões em 2021.

## Reforma anticorrupção
Para combater a corrupção, a República Centro-Africana adotou várias medidas anticorrupção. Em 2006, o país ratificou a Convenção das Nações Unidas contra a Corrupção, o que levou à criminalização de atos corruptos. Em 2017, foi estabelecida a Alta Autoridade para a Boa Governança, órgão responsável por promover a governança transparente. Em termos de transparência, a versão atual da constituição da República Centro-Africana exige que o presidente, o primeiro-ministro e os funcionários do governo declarem seus bens.
Apesar das medidas introduzidas para promover reformas, a República Centro-Africana ainda enfrenta dificuldades no combate à corrupção devido a um frágil arcabouço constitucional. Isso pode ser observado em estruturas de governança que criminalizam a corrupção, mas não garantem a distribuição equitativa e transparente de recursos. No caso da Alta Autoridade para a Boa Governança, seu trabalho é prejudicado pela fragilidade do sistema judiciário do país, que tende a ignorar casos de corrupção.

## Classificações internacionais
No Índice de Percepção da Corrupção de 2024 da Transparency International, a República Centro-Africana obteve uma pontuação de 24 em uma escala de 0 ("altamente corrupto") a 100 ("muito limpo"). Com esse resultado, o país ficou em 149º lugar entre os 180 países do índice, onde o primeiro colocado é considerado o setor público mais íntegro.
Em comparação com os índices regionais, a pontuação média entre os países da África Subsaariana  foi 33. A maior pontuação na região foi 72, enquanto a menor foi 8.
Em comparação com as classificações globais, a melhor pontuação foi 90 (1º lugar), a média mundial foi 43 e a pior pontuação foi 8 (180º lugar).